# 阎钧
阎钧（1914年—1980年11月12日），男，直隶安新人，中华人民共和国政治人物，曾任湖北省政协副主席，湖北省国防工业办公室主任、党组书记。